# Kopninskoje (rejon tutajewski)
Kopninskoje (ros. Копнинское) – wieś (dieriewnia) w Rosji, w obwodzie jarosławskim, w rejonie tutajewskim. W 2021 liczyła 66 mieszkańców.